# Baiano
Pour les articles homonymes, voir Baiano (homonymie).
Baiano (prononcé baiɑno) est une commune de la province d'Avellino dans la Campanie en Italie.

## Caractéristique linguistique
Baiano se trouvant tout proche de la province de Naples, ses habitants parlent un dialecte plus proche du napolitain que de celui de la province d'Avellino.

## Étymologie toponymique
Le nom vient du nom latin d'une personne nommée Bius auquel est accolé le suffixe -anus qui indique l'appartenance. Une autre hypothèse est que le nom vient du nom latin d'une personne nommée Badius et, qu'avec le temps, le di se soit transformé en i, toujours avec le suffixe -anus. Enfin, le nom viendrait de Praedium Vallejanum, autrefois Villa di Valleo, un V se trouvant dans le blason de la ville. Jusqu'à 1860, le pays s'appelait « Bajano ». Après l'entrée dans la province d'Avellino, il a pris le nom d'aujourd'hui.

## Géographie
Par son territoire et sa culture, Baiano fait partie de l'Agro Nolano.
La commune se trouve à 21 km d'Avellino, 34 km de Naples et à 9 km de Nola.
Le territoire de Baiano est constitué à 43 % de montagnes et de collines, une grande partie ayant pour nom Bosco di Arciano.
La commune est à la fin de la plaine de Campanie, dans une vallée délimitée au sud par les monts de Lauro (où se trouve Visciano) et à l'est et au nord par les Apennins avec les monts Avella (1 598 m) et le Montevergine (1 493 m).

## Transports
- Autoroute A 16
- Route nationale 7 bis de Terra di Lavoro
- Réseau de chemin de fer Circumvesuviana

## Administration
| Période                                  | Période  | Identité           | Étiquette       | Qualité |
| ---------------------------------------- | -------- | ------------------ | --------------- | ------- |
| 5 avril 2005                             | En cours | Vincenzo Cavaccini | Centro-Sinistra |         |
| Les données manquantes sont à compléter. |          |                    |                 |         |

### Communes limitrophes
Avella, Mugnano del Cardinale, Sirignano, Sperone,  Visciano